# Автошлях B45 (Німеччина)
Федеральна траса 45 (Б 45 нім. Bundesstraße 45) пролягає від Зінсхайма до Вельштадта.
Відрізок між Грос-Умштадтом і Хехстом в Оденвальді був розширений у 1887-1889 роках як магістральна дорога. У 1930-х роках вона була пронумерована як Reichsstraße 45, з об’єднанням різних окремих маршрутів. Після деяких змін маршруту та переїздів на об’їзні дороги Б 45 сьогодні 156 кілометрів і проходить з півдня на північ через федеральні землі Баден-Вюртемберг і Гессен.

## Маршрут
Федеральна траса 45 починається в Зінсхаймі неподалік від А6. Від Некаргемюнда через Гіршхорн до Ебербаха федеральна дорога пролягає вздовж Некару, а потім перетинає Оденвальд до Дібурга, а потім рівнину Майн через Редермарк, Родгау та Ганау. У Родгау вона приєднана до А3 і в Ханау до А66 підключено. Закінчується на північ від Ханау у Вельштадті в Веттерау, де впадає в В3 впадає в.
Від Некаргемюнда до Ебербаха маршрут ідентичний маршруту B37.